# 纜索坂本站
纜索坂本站（日语：／ Keburu Sakamoto eki */?）是位於滋賀縣大津市坂本本町，屬於比叡山鐵道線（坂本纜車）的車站。此站位於比叡山的山腳，其站房自1927年啟用時便使用至今，並於1997年登錄為國家登錄有形文化財。

## 歷史
- 1927年（昭和2年）3月15日 - 坂本站啟用[2]。
- 1945年（昭和20年）3月19日 - 車站暫停使用[2]。
- 1946年（昭和21年）8月7日 - 車站再開[2]。
- 1974年（昭和49年）1月15日 - 車站改名為纜索坂本站[2]。
- 1997年（平成9年）7月15日 - 車站大樓登錄為國家的登錄有形文化財。

## 車站構造
此站是地面車站，路軌左右兩邊均設有月台，當車站繁忙時候，列車會開啟兩邊車門使乘客可使用兩邊的車門下車。車站建設在160‰的斜坡上，月台呈斜道與梯級狀。在2007年，路軌上的架空電纜已經撤走，同時月台部分位置設置了讓車輛充電專用的剛性架空電纜。在月台上設有自車站啟用來已經存在的上蓋。
本站的站房建於925年（大正14年），是一座兩層高的西式木製建築物。1樓是候車室，設有長椅、售票處、商店和乘務員室。2樓是公司辦公室。1樓入口旁邊保有曾經用於路線上的架空電纜柱與紀念碑。車站入口上方掛有寫著「坂本驛」的舊站名招牌。
站前設有江若交通巴士的聯絡巴士站。廁所位於站前廣場。

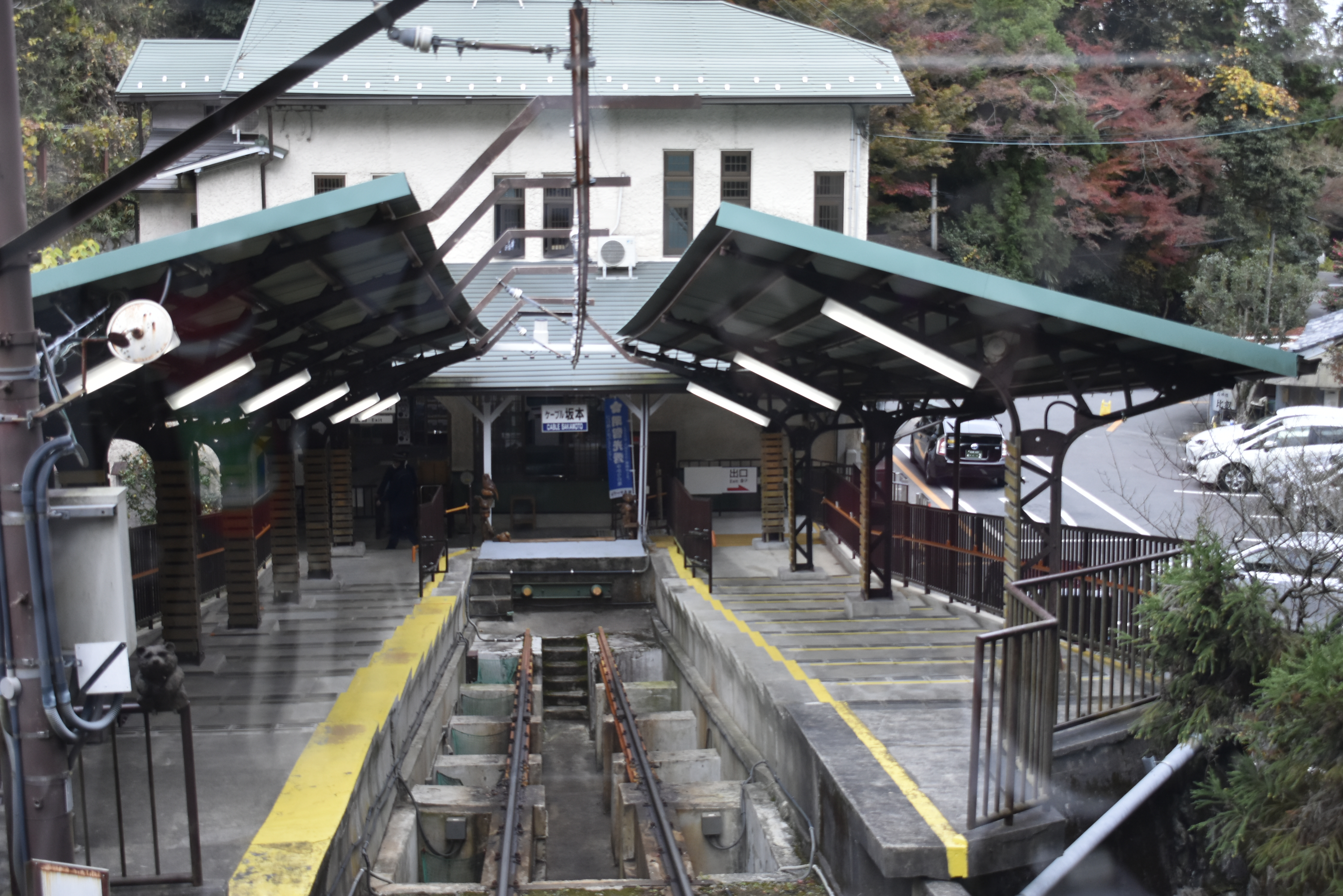
月台全景（2020年11月）
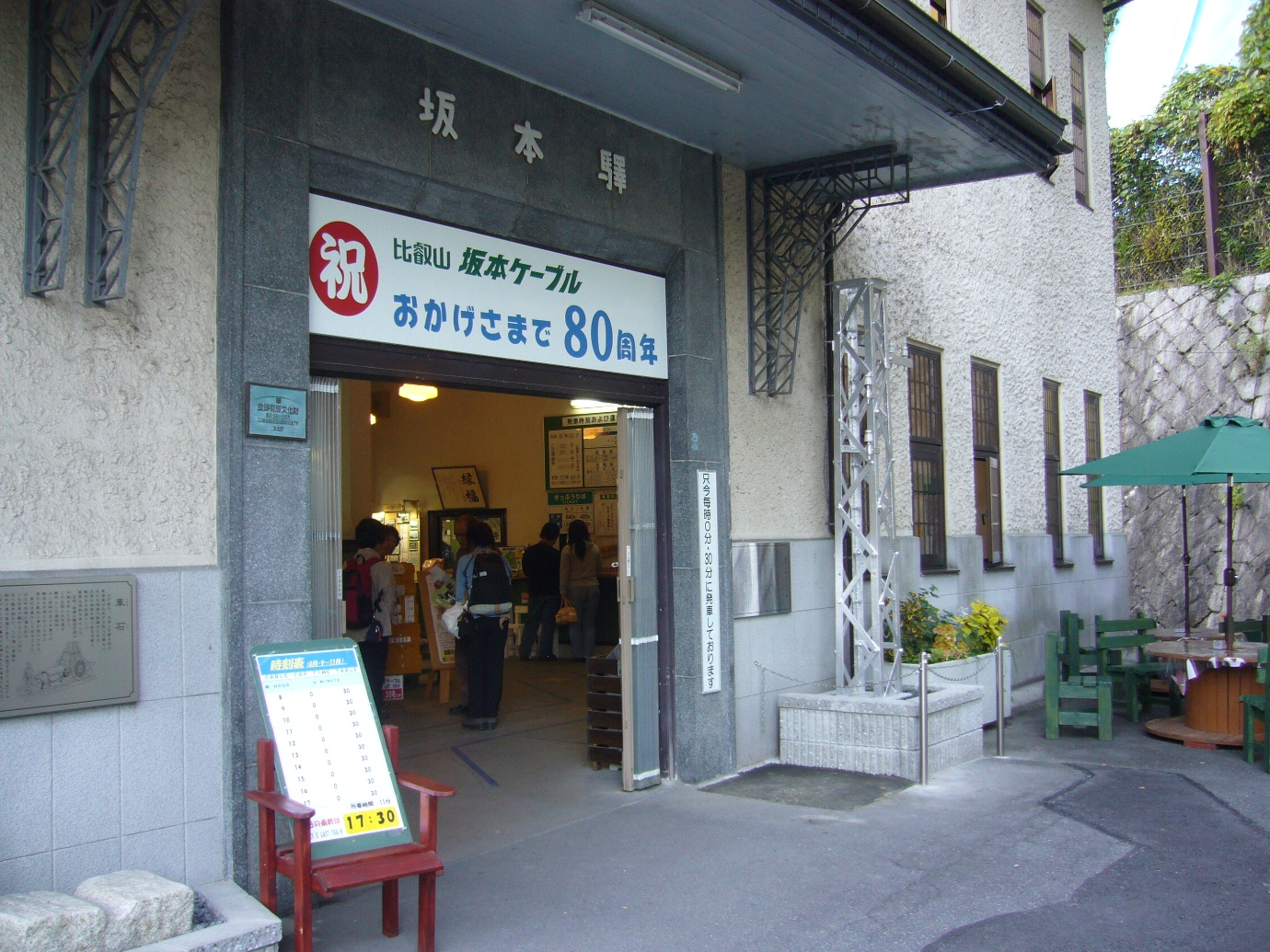
車站大樓入口。右邊是架空電纜柱與紀念碑。
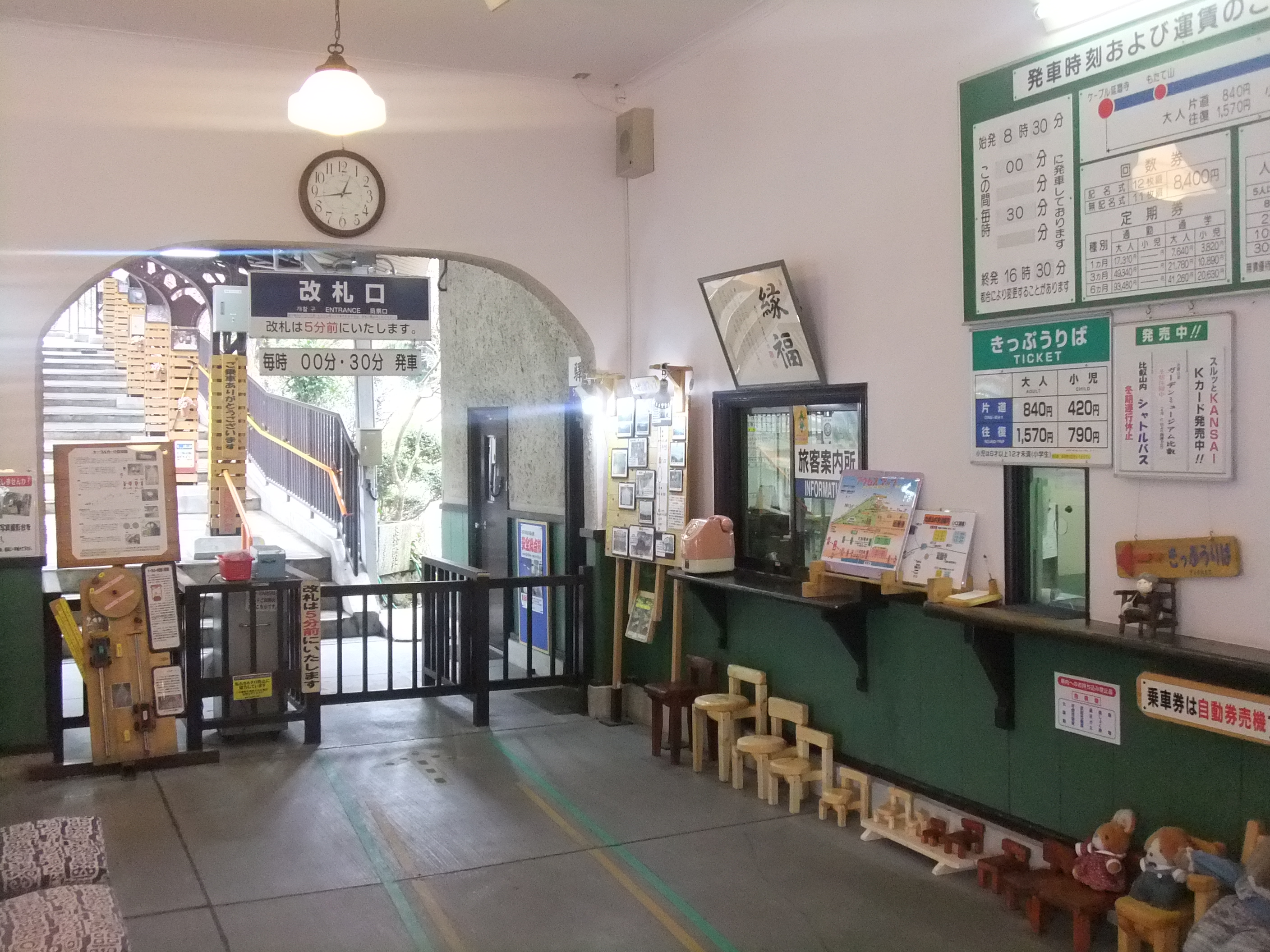
驗票口與售票處（2010年12月）
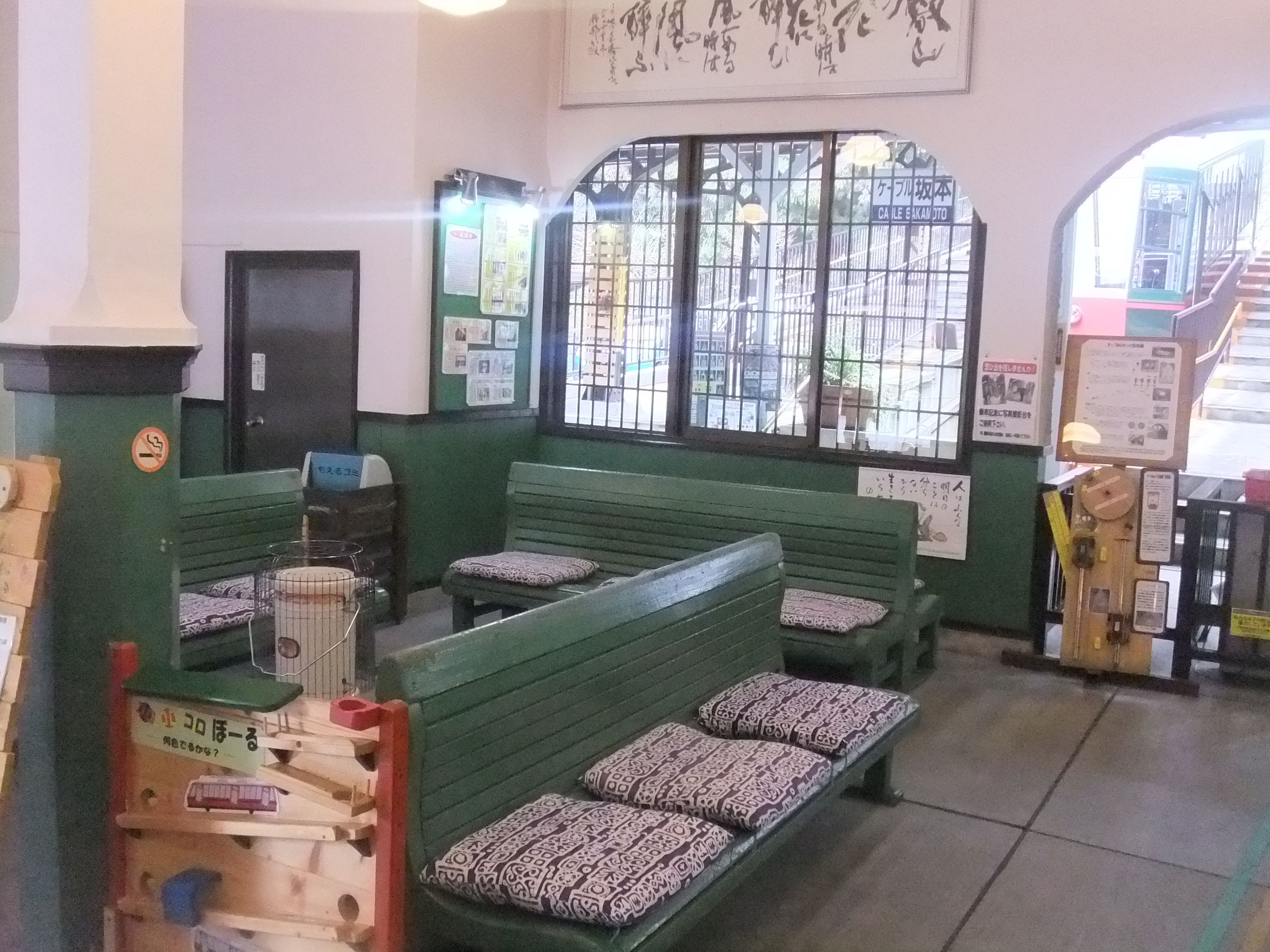
車站內部（2010年12月）

## 車站周邊
- 比叡山高等学校比叡山高等學校（日语：比叡山高等学校比叡山高等學校） - 車站北邊。
- 日吉大社 - 紅葉勝地。車站步行5分鐘可到達。
- 坂本（日语：坂本 (大津市)） - 日吉大社的門前町，被指定為歷史的風土保存區域。

## 巴士路線
| 乘車處     | 乘車處 | 系統 | 主要途經     | 目的地       | 巴士公司 | 備註                     |
| ---------- | ------ | ---- | ------------ | ------------ | -------- | ------------------------ |
| 纜索坂本站 |        | 41   | 京阪坂本駅站 | 比叡山坂本站 | 江若交通 | 平日暫停服務（只限冬季） |

## 相鄰車站
比叡山鐵道
比叡山鐵道（坂本纜車）
纜索坂本－蓬萊丘
（除非事前通知，否則列車通常直達前往纜索延曆寺站）

## 注腳
1. ↑  . 比叡山鉄道.   [2016-02-19]. （原始内容存档于2021-10-27） （日语）.
2. 1 2 3 4  今尾惠介（監修）.  9 関西2. 新潮社. 2009: 33. ISBN 978-4-10-790027-2 （日语）.
3. ↑   (pdf). 比叡山鉄道.   [2016-02-19]. （原始内容存档 (PDF)于2016-02-25） （日语）.
4. ↑  . 比叡山鉄道.   [2016-02-19]. （原始内容存档于2021-11-28） （日语）.

## 外部連結
- - 線上文化遺產（文化廳） （日語）